# Jan Koolhof
Jan Koolhof (Nieuwe Pekela, 10 november 1922 - aldaar, 27 oktober 1944) was een Nederlands machinebankwerker en verzetsstrijder. Hij was aanhanger van het baptisme.

## Biografie
Koolhof was een zoon van de brievenbesteller Sirtjo Koolhof en Grietje Dijk. Hij was ongehuwd.
Koolhof woonde ten tijde van de Tweede Wereldoorlog in Enschede. Hij werkte daar als  machinebankwerker bij Heemaf. Hoewel hij in Enschede werkte, verbleef hij in Nieuwe Pekela. Hij was daar onderduiker en illegaal werker.
Hij was lid van de Landelijke Organisatie voor hulp aan Onderduikers en van de Ordedienst in Nieuwe Pekela. Tijdens een razzia op 26 oktober 1944 werd hij aangetroffen in de Baptistenkerk aldaar. Hij werd door de Duitse geheime politie, de SD aangehouden, verhoord en ernstig mishandeld. Vervolgens werd hij naar de Zuidwendingerweg in Nieuwe Pekela gebracht en daar door de beruchte Robert Lehnhoff van het Scholtenhuis in Groningen doodgeschoten.
Koolhof ligt begraven op het kerkhof bij de Nederlands Hervormde kerk te Nieuwe Pekela. Voor Koolhof, Harm van der Laan en Johannes Dijkhuis is een verzetsmonument opgericht.
In Nieuwe Pekela is ter nagedachtenis aan hem een straat genoemd.